# Samuel van Hoogstraten (homme politique)
Pour les articles homonymes, voir Samuel van Hoogstraten.
Samuel van Hoogstraten, né le 31 mai 1756 à Utrecht et mort le 2 mai 1830 à Rotterdam, est un homme politique néerlandais, membre de la Régence d'État, l'organe exécutif de la République batave, de 1801 à 1805.

## Biographie
Comptable, Samuel van Hoogstraten participe à la Révolution batave aux côtés des patriotes et devient, entre 1784 et 1787, représentant à la municipalité de Rotterdam. Il est sergent-major dans le schutterij de la ville. À la fin de la révolution patriote, en 1787, il reprend son activité de comptable.
En 1795, après la proclamation de la République batave, il devient membre de la municipalité de Rotterdam et de l'assemblée de Hollande. Le 13 août 1798, il est élu à la chambre basse de la République batave, puis de la chambre haute un an plus tard. Le 16 octobre 1801, il est nommé à Régence d'État et en reste membre jusqu'à sa dissolution le 29 avril 1805 et son remplacement par Rutger Jan Schimmelpenninck, devenu grand-pensionnaire de la République batave. Il refuse les offres de Schimmelpenninck puis du roi Louis.
En 1811, Van Hoogstraten est élu au conseil général des Bouches-de-la-Meuse après le rattachement de la Hollande à la France. Le 19 novembre 1813, alors que les Français quittent la Hollande, il devient co-maire de Rotterdam. Le 2 mai 1814, il est élu représentant de la Hollande aux États généraux provisoires puis à la Tweede Kamer des États généraux du nouveau royaume des Pays-Bas, du 21 septembre 1815 au 20 octobre 1816.